# Marek Kvapil
Marek Kvapil (* 5. ledna 1985, Ilava) je bývalý český hokejista.

## Hráčská kariéra
Narodil se ve slovenské Ilavě, avšak je českým státním občanem. Začínal s ledním hokejem v pražské Slávii. Sezónu 2003/04 odehrál v brněnské Kometě. Od sezóny 2004/05 hrál v zámořských Saginaw Spirit (OHL), Springfield Falcons (AHL), Johnstown Chiefs (ECHL), Norfolk Admirals (AHL) a Mississippi Sea Wolves (ECHL). Roku 2005 jej v draftu NHL vybral, na celkovém 163. místě, tým Tampa Bay Lightning. V roce 2008 se vrátil do Česka, kde podepsal smlouvu s HC Vítkovice Steel.
Dne 21.7.2010 přestoupil do HC Kometa Brno. Zde odehrál jednu sezónu, poté odešel do KHL. Do Brna se vrátil na začátku sezóny 2016/2017 a patřil k oporám mistrovského týmu. Sezónu 2017/2018 zahájil opět v KHL (v Amuru Chabarovsk), od listopadu 2017 je hráčem Bílých Tygrů Liberec. V červnu roku 2019 se stává hráčem týmu HC Sparta Praha.  12. září 2019 v zápase mezi HC Sparta Praha a HC Škoda Plzeň, utrpěl zranění utržení prsního svalu během souboje u mantinelu, toto zranění si vyžádalo operaci a 2-3 měsíce rekonvalescence.

## Ocenění a úspěchy
- 2005 OHL - První All-Rookie Tým
- 2017 ČHL - Zlatá helma Sencor

## Klubová statistika
| Sezóna       | Klub                       | Soutěž       |     | Základní část | Základní část | Základní část | Základní část | Základní část |    | Play off | Play off | Play off | Play off | Play off |
| Sezóna       | Klub                       | Soutěž       | Z   | G             | A             | B             | TM            | Z             | G  | A        | B        | TM       |          |          |
| 2001–02      | HK Dukla Trenčín           | SHL-18       | —   | —             | —             | —             | —             | —             | —  | —        | —        | —        |          |          |
| 2001–02      | HC Slavia Praha            | ČHL-18       | 9   | 7             | 6             | 13            | 0             | 2             | 0  | 0        | 0        | 0        |          |          |
| 2002–03      | HC Slavia Praha            | ČHL-20       | 33  | 9             | 4             | 13            | 6             | 2             | 0  | 0        | 0        | 0        |          |          |
| 2003–04      | HC Slavia Praha            | ČHL-20       | 42  | 19            | 17            | 36            | 43            | 2             | 1  | 0        | 1        | 0        |          |          |
| 2003–04      | HC Slavia Praha            | ČHL          | 11  | 0             | 0             | 0             | 0             | —             | —  | —        | —        | —        |          |          |
| 2003–04      | HC Kometa Brno             | 1.ČHL        | 4   | 0             | 2             | 2             | 4             | —             | —  | —        | —        | —        |          |          |
| 2004–05      | HC Slavia Praha            | ČHL-20       | 8   | 6             | 4             | 10            | 8             | —             | —  | —        | —        | —        |          |          |
| 2004–05      | Saginaw Spirit             | OHL          | 53  | 25            | 37            | 62            | 14            | —             | —  | —        | —        | —        |          |          |
| 2005–06      | Springfield Falcons        | AHL          | 79  | 18            | 27            | 45            | 24            | —             | —  | —        | —        | —        |          |          |
| 2006–07      | Springfield Falcons        | AHL          | 72  | 12            | 15            | 27            | 33            | —             | —  | —        | —        | —        |          |          |
| 2006–07      | Johnstown Chiefs           | ECHL         | 7   | 3             | 8             | 11            | 2             | 2             | 1  | 1        | 2        | 0        |          |          |
| 2007–08      | Norfolk Admirals           | AHL          | 24  | 2             | 7             | 9             | 2             | —             | —  | —        | —        | —        |          |          |
| 2007–08      | Mississippi Sea Wolves     | ECHL         | 25  | 9             | 15            | 24            | 9             | 3             | 2  | 3        | 5        | 2        |          |          |
| 2008–09      | HC Vítkovice Steel         | ČHL          | 46  | 10            | 12            | 22            | 28            | 10            | 5  | 2        | 7        | 4        |          |          |
| 2009–10      | HC Vítkovice Steel         | ČHL          | 50  | 19            | 22            | 41            | 18            | 16            | 3  | 3        | 6        | 0        |          |          |
| 2010–11      | HC Kometa Brno             | ČHL          | 50  | 12            | 34            | 46            | 12            | —             | —  | —        | —        | —        |          |          |
| 2011–12      | OHK Dynamo Moskva          | KHL          | 53  | 12            | 17            | 29            | 34            | 21            | 8  | 4        | 12       | 4        |          |          |
| 2012–13      | HK Dynamo Moskva           | KHL          | 45  | 8             | 9             | 17            | 22            | 21            | 8  | 7        | 15       | 8        |          |          |
| 2013–14      | HK Dynamo Moskva           | KHL          | 39  | 6             | 9             | 15            | 24            | 5             | 1  | 0        | 1        | 0        |          |          |
| 2014–15      | Severstal Čerepovec        | KHL          | 51  | 10            | 14            | 24            | 12            | —             | —  | —        | —        | —        |          |          |
| 2015–16      | KHL Medveščak              | KHL          | 41  | 10            | 18            | 28            | 19            | —             | —  | —        | —        | —        |          |          |
| 2015–16      | CHK Neftěchimik Nižněkamsk | KHL          | 17  | 1             | 8             | 9             | 12            | 2             | 0  | 0        | 0        | 2        |          |          |
| 2016–17      | HC Kometa Brno             | ČHL          | 49  | 15            | 25            | 40            | 30            | 14            | 4  | 6        | 10       | 2        |          |          |
| 2017–18      | Amur Chabarovsk            | KHL          | 11  | 1             | 0             | 1             | 0             | —             | —  | —        | —        | —        |          |          |
| 2017–18      | Bílí Tygři Liberec         | ČHL          | 32  | 13            | 20            | 33            | 2             | 10            | 7  | 2        | 9        | 0        |          |          |
| 2018–19      | Bílí Tygři Liberec         | ČHL          | 47  | 25            | 32            | 57            | 12            | 16            | 3  | 10       | 13       | 2        |          |          |
| 2019–20      | HC Sparta Praha            | ČHL          | 4   | 0             | 3             | 3             | 4             | —             | —  | —        | —        | —        |          |          |
| Celkem v ČHL | Celkem v ČHL               | Celkem v ČHL | 288 | 94            | 148           | 242           | 106           | 66            | 22 | 23       | 45       | 4        |          |          |
| Celkem v AHL | Celkem v AHL               | Celkem v AHL | 175 | 32            | 49            | 81            | 59            | —             | —  | —        | —        | —        |          |          |
| Celkem v KHL | Celkem v KHL               | Celkem v KHL | 247 | 48            | 75            | 123           | 123           | 49            | 17 | 11       | 28       | 14       |          |          |

## Reprezentace
| Rok                       | Tým                       | Soutěž                    | Z | G | A | B | TM |
| ------------------------- | ------------------------- | ------------------------- | - | - | - | - | -- |
| 2005                      | Česko 20                  | MSJ                       | 7 | 2 | 3 | 5 | 0  |
| 2010                      | Česko                     | MS                        | 8 | 0 | 0 | 0 | 0  |
| Juniorská kariéra celkově | Juniorská kariéra celkově | Juniorská kariéra celkově | 7 | 2 | 3 | 5 | 0  |
| Seniorská kariéra celkově | Seniorská kariéra celkově | Seniorská kariéra celkově | 8 | 0 | 0 | 0 | 0  |